# Волинак
Волинак (фр. Wôlinak) — индейская резервация алгонкиноязычного индейского народа абенаки, расположенная в административном регионе Центральный Квебек, Канада. Является одной из двух самоуправляемых территорий абенаков в пределах границ Канады, вторая — Оданак.

## История
Восточные абенаки прибыли в район реки Святого Лаврентия в начале XVII века и поселились на реке Пуанте, которая позже была переименована в Беканкур, в честь французского барона Беканкура. В 1681 году поселение восточных абенаков было достаточно густонаселённым, чтобы его мог посетить епископ Квебека. В 1701 году было основано постоянное поселение, которое получило своё наименование от названия реки — Беканкур.  В 1709 году восточные абенаки начали постепенно возвращаться на свою историческую родину, в Мэн, но после завершения войны Даммера большинство окончательно осело в Беканкуре. Его жители считались союзниками французской колониальной державы и входили в Семь наций Канады. Отсюда воины небольшими группами переходили границу и совершали набеги на британские поселения в Новой Англии. В 1735 году абенаки Беканкура переехали на территорию, которая стала их резервацией, где их потомки проживают и сегодня. Обратившись в католическую веру, они построили здесь деревянную церковь длиной около 20 метров и шириной 10 метров. Отец-иезуит Юстас Лесюёр проводил богослужение, на котором также присутствовали белые жители Беканкура.
После окончания Семилетней войны (1756—1763 гг.), когда Новую Францию захватили британцы, в миссии Беканкур все еще числилось 300 абенаков, что составляло примерно половину населения на момент её основания. В Англо-американской войне 1812 года жители Волинака сражались на стороне британцев. По возвращении они обнаружили, что белые англоязычные поселенцы заняли большую часть их резервации. В ярости они подожгли несколько домов белых и потребовали вернуть свои земли, но получили только часть своей бывшей, значительно большей, резервации.
На протяжении всего XIX века абенаки из Волинака занимались охотой, сохраняя при этом натуральное хозяйство на небольшой, оставшейся у них территории, которая приобрела статус резервации и у новых канадских властей. На рубеже XX века некоторые жители резервации стали гидами по охоте и рыбной ловле, в то время как другие работали на лесозаготовках. Охота, рыболовство и традиционные виды деятельности, связанные с природой, остаются и поныне ярким выражением культуры абенаков Волинака.

## География
Резервация расположена на реке Беканкур, напротив города Труа-Ривьер, и состоит из двух несмежных участков. Общая площадь Волинака составляет 0,8 км², из них 0,74 км² приходится на сушу и 0,06 км² — на воду.

## Демография
Первыми жителями Волинака были восточные абенаки, которые прибыли в район реки Святого Лаврентия в начале XVII века. Постепенно к ним присоединялись некоторые западные абенаки и беженцы из других индейских племён. В период своего расцвета Волинак насчитывал более 600 жителей, но их число резко сократилось в результате серии войн и эпидемий.
В 2016 году население резервации по возрастному диапазону распределилось следующим образом: 26,8 % — жители младше 18 лет, 61 % от 18 до 64 лет и 12,2 % — в возрасте 65 лет и старше. В 2021 году в Волинаке проживало 224 человека, плотность населения составляла 280 чел./км².